# 25190 Thomasgoodin
25190 Thomasgoodin è un asteroide della fascia principale. Scoperto nel 1998, presenta un'orbita caratterizzata da un semiasse maggiore pari a 2,7392914 UA e da un'eccentricità di 0,0801388, inclinata di 9,04304° rispetto all'eclittica.